# Chililabombwe
Chililabombwe (già nota come Bancroft fino al 1967) è una città dello Zambia, parte della provincia di Copperbelt e del distretto omonimo. Amministrativamente la città è costituita da numerosi comuni (ward) che fanno parte dell'omonima circoscrizione elettorale (constituency).
Il nome, nella lingua aborigena, significa il luogo delle rane gracidanti. La principale attività economica è l'estrazione del rame.
La città venne rinominata Chililabombwe il 24 ottobre 1967.